# New York Cosmos
Cosmos Nowy Jork (ang. The New York Cosmos) – amerykański klub piłkarski z siedzibą w Nowym Jorku i jego okolicach. Istniejący w latach 1971–1985. Pięciokrotny zwycięzca North American Soccer League. W Cosmosie grali Carlos Alberto Torres, Pelé, Franz Beckenbauer, Giorgio Chinaglia, Johan Neeskens oraz wiele innych gwiazd światowego formatu, dzięki temu klub w czasach istnienia stał się grającą „Galerią Sław”.
W 2009 roku prawa do nazwy, herbu i tradycji Cosmosu nabył angielski deweloper Paul Kemsley. Cena transakcji nie została ujawniona.
1 sierpnia 2010 r. podczas turnieju (Copa NYC) zorganizowanego na Flushing Meadows – Corona Park, ogłoszono reaktywację klubu, Prezydentem Honorowym Cosmosu Nowy Jork został Brazylijczyk Pelé. Nowy klub przyjął również nazwę New York Cosmos.

## Historia

### Powstanie
Klub został założony w 1971 roku przez dwóch Amerykanów tureckiego pochodzenia: Ahmeta Erteguna, współzałożyciela wytwórni płytowej Atlantic Records, i jego brata Nesuhi Erteguna, przy wsparciu finansowym Steve’a Rossa, właściciela Warner Brothers – dominującej spółki Warner Communications. Dzięki tak silnemu wsparciu finansowemu Cosmos Nowy Jork stał się najbogatszym klubem na świecie w czasach swojego istnienia. Jednocześnie pozwoliło to w późniejszym czasie na ściągnięcie Brazylijczyka Pelégo oraz Niemca Franza Beckenbauera.
Pomysłodawcą nazwy „Cosmos” był Anglik Clive Toye, pierwszy dyrektor generalny Cosmosu. Inspiracją do powstania nazwy był przydomek drużyny New York Mets, która w skrócie nazywana jest drużyną „Metropolitów”. Clive Toye poszedł o krok dalej, przekształcając skrót na „Cosmopolitów” a później na „Cosmos”. Nesuhi Ertegun proponował „New York Blues”, jednak w ogłoszonym później konkursie na nazwę klubu wybrano nazwę The New York Cosmos.

### NASL (1971-1984)
Klub swoją rywalizację w North American Soccer League rozpoczął w 1971 roku, NASL powstało w 1968 r. Pierwszym zawodnikiem, który został zakontraktowany był Anglik Gordon Bradley, były piłkarz New York Generals. Bradley został grającym trenerem, stanowisko to piastował do 1975 roku. W pierwszym sezonie Cosmos rozgrywał swoje mecze na Yankee Stadium i zajął drugie miejsce w sezonie zasadniczym dywizji północnej, odpadając w półfinale rozgrywek. W tym samym sezonie młody napastnik z Bermudów, Randy Horton, po strzeleniu 16 bramek i zdobyciu 37 punktów, otrzymał nagrodę Rookie of the Year.
Po przeprowadzce na Hofstra Stadium w 1972 roku Cosmos zdobył mistrzostwo kraju, pokonując 2:1 w finale play-off drużynę St. Louis Stars. Finał rozegrano na Yankee Stadium. Randy Horton został królem strzelców i otrzymał nagrodę Most Valuable Player, za strzelenie 9 bramek i zdobycie 22 punktów w 14 meczach sezonu zasadniczego i 2 meczach play-off.
W 1973 roku Cosmos zajął drugie miejsce w sezonie zasadniczym dywizji wschodniej, odpadając w półfinale fazy play-off. W 1974 roku Cosmos przeniósł się ponownie, osiedlając się na Downing Stadium. W pierwszym roku po przenosinach drużyna zajęła ostatnie miejsce w sezonie zasadniczym dywizji północnej, nie kwalifikując się do fazy play-off. Po zakończeniu sezonu Randy Horton, który dotychczas zdobył najwięcej bramek dla Cosmosu, został sprzedany do Washington Diplomats.

#### Era Pelégo
Po dwóch nieudanych sezonach Steve Ross postanowił sprowadzić do Cosmosu kogoś wielkiego, kogoś, kto mógłby posłużyć jako fundament do zbudowania wielkiego zespołu. Wybór padł na Pelégo. W dniu 10 czerwca 1975 r. Pelé dołączył do Cosmosu, rocznie zarabiał 1,4 miliona dolarów – wynagrodzenie ogromne dla sportowca w tym czasie. Umowa została uznana za „transfer stulecia”. Poza tym podpisał cztery inne kontrakty na wykorzystywanie jego wizerunku; za każdy z nich rocznie dostawał 1 milion dolarów. Jego przybycie do Cosmosu wzbudziło spore zainteresowanie mediów. Pierwszy mecz rozegrał przeciwko Dallas Tornado w Nowym Jorku. Mecz był transmitowany do 22 krajów, a na miejscu obecnych było ponad 300 dziennikarzy z całego świata.
Pomimo „transferu stulecia”, Cosmos zajął trzecie miejsce w sezonie zasadniczym dywizji północnej, nie kwalifikując się do fazy play-off. To było za mało, oczekiwania właścicieli były dużo większe. W 1976 roku Gordon Bradley został zastąpiony przez innego Anglika, Kena Furphy’ego. Do zespołu dołączył Włoch, były zawodnik S.S. Lazio Giorgio Chinaglia, który wraz z Pelé utworzył linię ataku. W przeciwieństwie do wielu zagranicznych gwiazd, jakie przychodziły do zespołów w NASL, Chinaglia podpisał kontrakt w sile wieku, mając 29 lat. Przychodząc do Cosmosu postawił sobie cel: chciał grać w nim do końca swojej kariery, zdobywając rekordową liczbę bramek i punktów nie tylko dla Cosmos, ale w całej lidze.

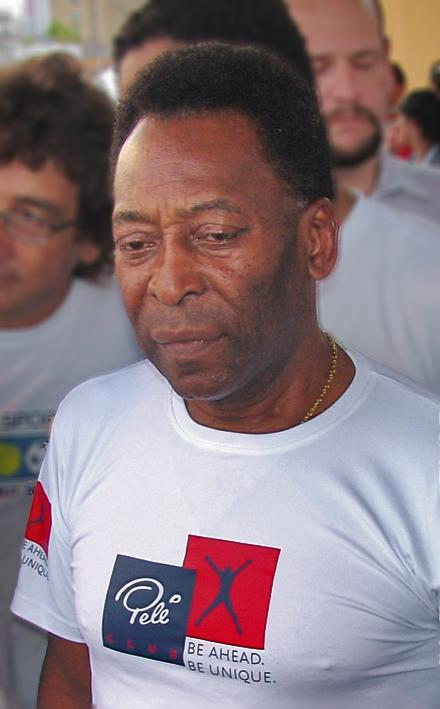
Edson Arantes do Nascimento „Pelé”

Przyjście Pelégo i Chinaglii spowodowało wzrost frekwencji na stadionie, w związku z tym w 1976 roku klub przeniósł się ponownie na Yankee Stadium. Dzięki wzmocnieniu poprawiły się też wyniki sportowe, Cosmos w sezonie 1976 doszedł do półfinału fazy play-off. W 1977 roku Cosmos Nowy Jork przeniósł się do East Rutherford w stanie New Jersey, gdzie powstał nowy obiekt Giants Stadium, jednocześnie z nazwy klubu znikł człon „New York”. Od tej pory do końca 1978 roku klub grał pod nazwą „Cosmos”, nie używając nazwy geograficznej.
Bradley powrócił jako trener w 1977 r. Zajął miejsce Furphy’ego, odszedł po połowie sezonu. W jego miejsce zatrudniony został, urodzony w Południowej Afryce, były piłkarz m.in. Sampdorii i Interu Mediolan, Eddie Firmani.
Pelé ostatni mecz w lidze zawodowej rozegrał 1 października 1977 r. przed tłumem kibiców na Giants Stadium. Mecz transmitowany był w kraju i świecie, w pierwszej połowie grał w barwach Cosmosu, a drugą połowę w barwach Santosu. Cosmos wygrał 2:1.
Tymczasem do drużyny dołączyli rodak Pelégo, były kapitan Brazylii, Carlos Alberto Torres, były kapitan Niemiec Franz Beckenbauer oraz Jugosłowianin Vladislav Bogićević i Włoch Giuseppe Wilson, uczestnicy Mistrzostw Świata z 1974 roku. Cosmos Nowy Jork zdobył tytuły mistrzowskie w 1977, 1978 i 1980.
Mecz play-off z Tampa Bay w 1977 roku przyciągnął rekordową liczbę kibiców 77 691. Średnia frekwencja regularnie na meczach Cosmosu wynosiła ponad 40 000 i była zdecydowanie najwyższa w NASL. Cosmos zdominował ligę pod względem sportowym i komercyjnym.
Firmani został zwolniony w 1979 r., jak twierdził, po kłótni z Chinaglią. Zastąpił go jego asystent Ray Klivecka, stając się pierwszym trenerem amerykańskiego pochodzenia w historii klubu. Po sezonie zastąpiony został przez Júlio Mazzei.

#### Upadek Cosmosu i NASL
Wszystko to, co zostało uczynione dla promocji piłki nożnej za czasów Pelégo, zostało zaprzepaszczone. Po odejściu Pelégo na emeryturę nie było już gwiazdy na tym samym poziomie. Spadła frekwencja oraz popularność, liga straciła zainteresowanie ze strony mediów. Rozmowy prowadzone ze stacją ABC na transmisje z ligi zakończyły w 1980 roku fiaskiem. Finał Soccer Bowl w 1981 roku był pokazany jako retransmisja. Wszystkie podpisane dotychczas umowy Franchisingowe z zespołami NASL przestały być opłacalne, ostatecznie ligę rozwiązano w 1984 roku.
W międzyczasie Cosmos miał sporo własnych problemów finansowych. Klub był uzależniony od spółki Warner Communications, dzięki której udało się przyciągnąć znanych zagranicznych graczy. Na początku 1980 roku Warner Communications stał się głównym celem australijskiego magnata Ruperta Murdocha, który chciał odkupić koncern. Ostatecznie próba kupienia Warner Communications nie powiodła się, zaś Warner sprzedał kilka swoich aktywów, w tym Atari i Global Soccer, Inc – spółki zależne, które działały dla Cosmosu.
Global Soccer Inc. kupił Giorgio Chinaglia, a tym samym przejął kontrolę nad klubem. Jego zespół nie miał jednak takiego kapitału, by móc utrzymać drogie kontrakty podpisane przez Warner Communications, w wyniku tego wiele gwiazd odeszło bądź zostali sprzedani. Swój ostatni mistrzowski tytuł klub zdobył w 1982 roku. W 1984 roku klub nie zakwalifikował się po raz pierwszy od 1975 roku do fazy play-off. Był to ostatni sezon NASL.

### MISL (1984–1985)
Cosmos próbował funkcjonować jako niezależny zespół, podejmując rywalizację w Major Indoor Soccer League. W sezonie 1984/85 po rozegraniu 33 meczów, klub wycofał się z rozgrywek, bez dokończenia sezonu z powodu niskiej frekwencji. Ostatecznie drużyna seniorów została zlikwidowana w 1985 roku. W jej miejsce powstała organizacja szkoląca młodzież z siedzibą w Ramapo College w Mahwah, w stanie New Jersey. Organizacją kierował Peppe Pinton były dyrektor generalny Cosmosu.
Peppe Pinton przejął prawa własności do nazwy, herbu oraz tradycji Cosmosu. Pod banderą Cosmos Soccer Camps funkcjonowała organizacja szkoląca młodzież przez ponad trzy dekady. Pinton próbował w ten sposób uchronić przed zapomnieniem spuściznę Cosmosu Nowy Jork.

### Odrodzenie (2010 – obecnie)
Nazwa Cosmos była bardzo dobrze znana, nawet po upadku klubu. Wraz ze wzrostem popularności Major League Soccer (MLS) Pinton zaczął lobbować na rzecz Cosmosu. Razem z Giorgio Chinaglia podejmowali bezskutecznie liczne próby reaktywacji Cosmosu. Pinton chciał sprzedać prawa do Cosmosu, wierząc, że w MLS zespół się odrodzi. Tym bardziej, że MLS miało odziedziczyć historię (NASL), do czego jednak nie doszło.
Stare kluby z (NASL) takie jak San Jose Earthquakes, Seattle Sounders i Vancouver Whitecaps postanowiły ubiegać się o licencję na występy w MLS, w wyniku tego Pinton postanowił sprzedać prawa własności.
„Daily Mail”, brytyjski dziennik, poinformował pod koniec sierpnia 2009 r., że Pinton sprzedał nazwę i prawa do Cosmosu Paulowi Kemsleyowi, byłemu wiceprzewodniczącemu Tottenhamu Hotspur. Do grupy Kemsleya dołączył biznesmen Terry Byrne oraz Rick Parry.
1 sierpnia 2010 r. Pelé poinformował o reaktywacji klubu. Słynny Brazylijczyk został Prezydentem Honorowym Cosmosu Nowy Jork, a nowy klub przyjął taką samą nazwę, jak swój pierwowzór – New York Cosmos.

## Wpływ Cosmosu na rozwój piłki nożnej w USA
Kiedy Pelé przybył do Cosmos w 1975 roku, piłka nożna umierała powolną, bolesną i w dużej mierze niezauważalną śmiercią. Piłka nożna to sport, który generalnie nie był poważnie brany pod uwagę przez większość amerykańskich mediów. Podpisanie przez Cosmos Nowy Jork kontraktu z Pelé, zwiększyło diametralnie zainteresowanie, w samym klubie z pięciu pracowników liczba zwiększyła się do ponad pięćdziesięciu, by nadążyć w kontaktach z mediami. Zwiększyła się liczba zleceń na bilety. Przyjazd Brazylijczyka całkowicie odwrócił losy nie tylko Cosmosu, ale całej North American Soccer League. W końcu piłka nożna stała się, realną alternatywą dla koszykówki, bejsbolu i futbolu amerykańskiego. Jednocześnie Cosmos stał się najbardziej ekscytującym zespołem w świecie piłki nożnej.
Cosmos Nowy Jork był sztandarowym zespołem w NASL. Pierwszy raz połączono piłkę nożną z show biznesem, stało się to dzięki Warner Communications. Po podpisaniu kontraktu przez Pelégo, za przykładem poszło wielu innych europejskich i południowoamerykańskich piłkarzy, do Stanów Zjednoczonych przybyli grać m.in. George Best i Johan Cruyff do Los Angeles Aztecs, Carlos Alberto Torres do Cosmos Nowy Jork, Kazimierz Deyna do San Diego Sockers i wielu innych.
Cosmos podróżował po całej Ameryce oraz świecie rozgrywając mecze towarzyskie z różnymi znanymi zespołami, drużyna Cosmosu podróżowała niczym jak zespół Rolling Stones. W Nowym Jorku klub zgromadził liczne grono zwolenników wśród celebrytów. Zawodnicy Cosmosu byli częstymi bywalcami, najpopularniejszego i najbardziej ekskluzywnego klubu nocnego, który mieścił się przy West 54th Street na Manhattanie – Studio 54. Chociaż piłka nożna wcześniej, była ignorowana przez amerykańską prasę od tej pory, ostatnie strony były już zarezerwowane tylko dla Cosmosu.
„Czasami w szatni myślę, że jestem w Hollywood” – mawiał Franz Beckenbauer o atmosferze panującej wokół Cosmosu.
Tak szybko jak Pelé zapoczątkował rozwój piłki nożnej w USA, tak szybko nastąpił początek końca. Po odejściu Pelé na emeryturę w 1977 roku, pułap wynagrodzenia zmalał, a zawodnicy przyciągnięci wysokimi zarobkami do Ameryki, zaczęli powracać do lig europejskich. NASL rozpadła się jak domek z kart pod koniec 1984 r. i nie została zastąpiona przez nową profesjonalną ligę, aż do 1996 roku, gdy wystartowała Major League Soccer.
W 2006 roku, ukazał się pełnometrażowy dokument o Cosmosie i jego wpływie na rozwój piłki nożnej w USA. Nazywany: Once in a Lifetime: The Extraordinary Story of the New York Cosmos. Film z narratorem Mattem Dillonem, w filmie zawarte są ciekawe wywiady z wieloma graczami i osobistościami związanymi z Cosmosem.

## Barwy

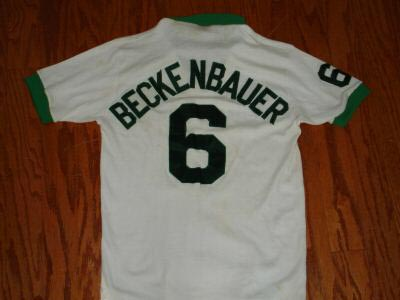
Koszulka Cosmosu Nowy Jork

Kiedy zespół powstawał w 1971 roku, dyrektor Cosmosu Clive Toye wybrał kolor zielony i żółty narodowe barwy Brazylii. Wybierając barwy Brazylii była to część strategii, aby zwabić Pelégo, do Stanów Zjednoczonych. Początkowo strój był cały zielony z żółtymi wykończeniami. Przypadkowo, kolory były takie same jak poprzedniego zespołu North American Soccer League z Nowego Jorku – New York Generals – który upadł w 1968 roku.
Kiedy w 1975 roku Pelé przyszedł do Cosmosu, stroje zmieniono na białe, które miały nawiązywać do Santosu poprzedniego klubu, w którym grał Pelé. Zielone elementy zostały wykorzystane do wykończeń elementów koszulki. Drugim kompletem stały się zielone koszulki z białymi wykończeniami oraz białymi spodenkami i zielonymi getrami, stroje do końca 1979 roku były projektowane przez Ralpha Laurena. Później doszedł trzeci komplet z koszulki i spodenki w kolorze granatowym w połączeniu z kolorem żółtym, później kolor granatowy został zastąpiony zwykłym niebieskim.

## Stadiony użytkowane przez Cosmos
| Sezon | Średnia widzów | Stadion         |
| ----- | -------------- | --------------- |
| 1971  | 4517           | Yankee Stadium  |
| 1972  | 4282           | Hofstra Stadium |
| 1973  | 5782           | Hofstra Stadium |
| 1974  | 3578           | Downing Stadium |
| 1975  | 10 450         | Downing Stadium |
| 1976  | 18,227         | Yankee Stadium  |
| 1977  | 34 142         | Giants Stadium  |
| 1978  | 47 856         | Giants Stadium  |
| 1979  | 46,690         | Giants Stadium  |
| 1980  | 42 754         | Giants Stadium  |
| 1981  | 34 835         | Giants Stadium  |
| 1982  | 28,479         | Giants Stadium  |
| 1983  | 27 242         | Giants Stadium  |
| 1984  | 12 817         | Giants Stadium  |

Pierwszy stadionem Cosmosu był starym Yankee Stadium (1923), należący do drużyny bejsbolowej New York Yankees, gdzie zespół grał przez całym sezon w 1971 roku. Średnia widzów w pierwszym roku wynosiła 4517, ok. 7% możliwości stadionu. W 1972 roku, Cosmos przeniósł się na Hofstra Stadium, który mógł pomieścić 15 tys. kibiców, Hofstra Stadium położony był na terenie Uniwersytetu Hofstra, około 40 kilometrów na wschód od metropolii Nowego Jorku.
Po dwóch sezonach, grając poza miastem i utrzymując niską frekwencję, Cosmos przeniósł się ponownie w 1974 roku, na Downing Stadium mogący pomieścić 22,5 tys. kibiców. Na Downing Stadium, frekwencja zaczęła znacząco wzrastać, przez pojawienie się takich gwiazd jak Pelé, który przybył w 1975 roku. W związku z tym nastąpiła konieczność przeniesienia się na większy stadion, w 1976 roku wrócił na Yankee Stadium. Tym razem po powrocie średnia wynosiła 18 227 kibiców, na mecz. Ponad cztery razy więcej niż wynosi w 1971 roku.
Następnie zespół przeniósł się po raz kolejny przed sezonem 1977, w nowo wybudowany Giants Stadium, gdzie frekwencja w tym sezonie wynosiła średnio 34 142 widzów na mecz. W sezonie 1978 wynosiła średnio 47 856 kibiców na mecz, co jest rekordem frekwencji na meczach domowych New York Cosmos w historii. Cosmos pozostał na Giants Stadium do końca rywalizacji w NASL. Później średnia z roku na rok spadała coraz niżej. Największy tłum był w 1977 roku podczas meczu play-off z Fort Lauderdale Strikers. Mecz na żywo obejrzało 77 691 fanów, w tamtym czasie był to rekord w amerykańskiej piłce nożnej. Najniższa średnia frekwencja była w 1974 roku, tylko 3578 kibiców na mecz.
W następnych sezonach ze względu na malejące zainteresowanie Amerykanów rozgrywkami ligi NASL średnia frekwencja widzów na meczach New York Cosmos również zaczęła zmniejszać w sezonu na sezon. W ostatniej edycji ligi NASL – 1984 średnia widzów na mecz New York Cosmos wynosiła 12 817.
Na rok 2011, pozostał już tylko Hofstra Stadium, który później został nazwany James M. Shuart Stadium. Poprzednie stadiony New York Cosmos: Downing Stadium, Yankee Stadium z 1923 roku i Giants Stadium zostały rozebrane kolejno w 2002, 2008 i 2010 roku.

## Sukcesy

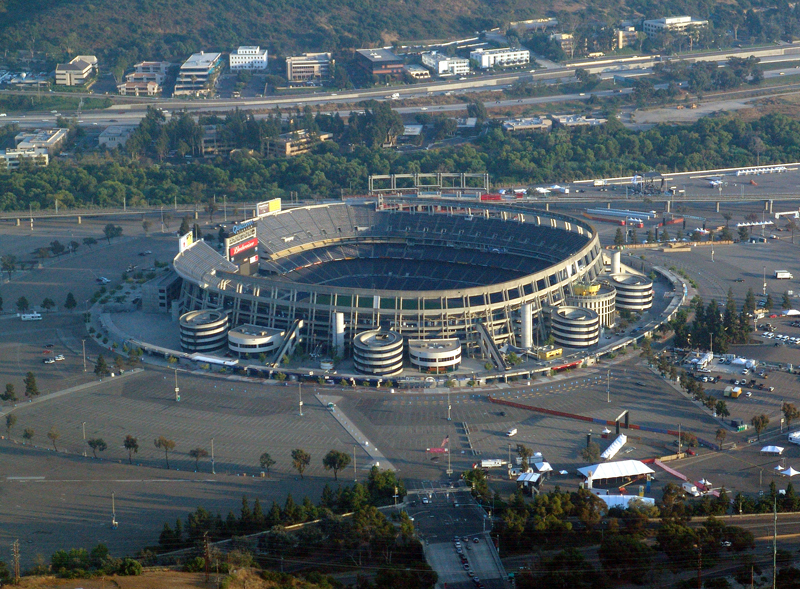
Finał Soccer Bowl w 1982 roku, rozegrany został w San Diego na Jack Murphy Stadium, obecnie Qualcomm Stadium, zdjęcie z 2005.

New York Cosmos jest najbardziej utytułowanym zespołem piłkarskim w historii amerykańskiej piłki nożnej. Pięciokrotnie sięgał po mistrzostwo ligi NASL, siedmiokrotnie zwyciężał w sezonie zasadniczym ligi NASL, a także pięć razy zajmował pierwsze miejsca w konferencji oraz siedem razy w dywizji. Zwyciężał także trzykrotnie w Transatlantic Cup.
| Odznaczenia                           | Odznaczenia                    | Rok                                      |
| ------------------------------------- | ------------------------------ | ---------------------------------------- |
| North American Soccer League          | Mistrzostwo                    | 1972, 1977, 1978, 1980, 1982             |
| North American Soccer League          | Finał                          | 1981                                     |
| North American Soccer League          | Pierwsze miejsce w konferencji | 1977, 1978, 1979, 1980, 1981             |
| North American Soccer League          | Pierwsze miejsce w dywizji     | 1972, 1978, 1979, 1980, 1981, 1982, 1983 |
| North American Soccer League – Indoor | Finał                          | 1983/84                                  |
| Transatlantic Cup                     | Zwycięzca                      | 1980, 1983, 1984                         |
| Transatlantic Cup                     | Finał                          | 1981, 1982                               |

## Nowe władze Cosmosu
Prezydent i Prezes
- Prezydent Honorowy – Pelé
- Przewodniczący i Prezes Zarządu – Paul Kemsley

Zarząd
- Wiceprzewodniczący – Terry Byrne
- Dyrektor Zarządu – Carl Johnson
- Dyrektor Zarządu – Rick Parry

Ambasador
- International Ambasador – Giorgio Chinaglia

Sztab szkoleniowy
- Dyrektor sportowy – Éric Cantona
- Asystent – Cobi Jones
- Dyrektor Akademii Piłkarskiej – Giovanni Savarese
- Dyrektor Akademii Piłkarskiej – Teddy Chronopoulous

## Trenerzy w historii Cosmosu w latach 1971–1984
Pierwszym trenerem Cosmosu Nowy Jork, był Anglik z amerykańskim paszportem Gordon Bradley, który przed przyjazdem do USA, grał w niższych ligach w Anglii. Gordon Bradley przyszedł w charakterze grającego trenera, posadę piastował do 1975 roku. Bradley zdobył z Cosmosem mistrzostwo w 1972 roku, oraz dotarł do fazy play-off w 1974 i 1975 roku. W 1976 roku, zastąpił go inny Anglik, Ken Furphy. Po porażce z Vancouver Whitecaps podał się do dymisji, zastąpił go Gordon Bradley. Przygoda Bradleya z ławką trwała pół roku, później został doradcą w zarządzie klubu.
| Trener                            | Narodowość        | Od roku | Do roku |
| --------------------------------- | ----------------- | ------- | ------- |
| Gordon Bradley                    | Stany Zjednoczone | 1971    | 1975    |
| Ken Furphy                        | Anglia            | 1976    | 1976    |
| Gordon Bradley                    | Stany Zjednoczone | 1976    | 1977    |
| Eddie Firmani                     | Włochy            | 1977    | 1979    |
| Ray Klivecka                      | Stany Zjednoczone | 1979    | 1979    |
| Júlio Mazzei                      | Brazylia          | 1979    | 1980    |
| Hennes Weisweiler & Yasin Özdenak | &                 | 1980    | 1981    |
| Júlio Mazzei                      | Brazylia          | 1982    | 1983    |
| Eddie Firmani                     | Włochy            | 1984    | 1984    |
| Hubert Birkenmeier                |                   | 1984    | 1984    |
| Ray Klivecka                      | Stany Zjednoczone | 1984    | 1985    |

Następnym trenerem Cosmosu, był Eddie Firmani Włoch pochodzący z RPA, zespół przejął w połowie 1977 roku. Wraz z gwiazdami Cosmosu zdobył mistrzostwo w 1977 i 1978. W 1979 roku Firmani stracił pracę po kłótni z Giorgio Chinaglia, który był lubiany przez władze Cosmosu. Jego miejsce zajął asystent Firmaniego, Ray Klivecka, był pierwszym trenerem Cosmosu w historii, który był pochodzenia amerykańskiego.
Klivecka został zastąpiony przed 1980 rokiem, zastąpił go brazylijski trener Júlio Mazzei, który zdobył czwarty tytuł w historii Cosmosu. Pod koniec 1980 roku, zastąpił go duet, trenerski Hennes Weisweiler i Yasin Özdenak. Duet ten doszedł z zespołem do finału NASL w 1981 roku. W 1982 roku, powrócił Mazzei i zdobył swój drugi tytuł mistrzowski dla Cosmosu, zarazem ostatni w historii klubu.
W 1984 roku powrócił Eddie Firmani, był to ostatni rok funkcjonowania ligi NASL, Cosmos nie zakwalifikował się nawet do fazy Play-off. Po zakończeniu sezonu Firmani pozostał z zespołem. W sezonie 1984/85 rozpoczął rywalizację w Major Indoor Soccer League do której przystąpił Cosmos, został zwolniony na początku grudnia 1984 roku, w połowie sezonu. Przez dwa kolejne mecze zespół był prowadzony przez Huberta Birkenmeiera, później do zespołu na stanowisko trenera powrócił Ray Klivecka. Klivecka pracował w Cosmosie do czasu upadku klubu.

## Piłkarze w historii Cosmosu w latach 1971–1984
Spis zawodników opracowany na podstawie NASL Jerseys. (ang.)

### 1971 rok
| Nr | Poz. | Piłkarz            |
| -- | ---- | ------------------ |
| 0  | BR   | Maurizio Minieri   |
| 1  | BR   | Konrad Kornek      |
| 2  | OB   | Barry Mahy         |
| 3  | OB   | Charlie McCully    |
| 4  | OB   | Frank Donlavey     |
| 5  | OB   | John Young         |
| 5  | PO   | Theodore Hasekidis |
| 6  | PO   | Horst Meyer        |
| 7  | NA   | Jaime Delgado      |
| 8  | PO   | Alan O’Neill       |
| 8  | NA   | Ceyhan Yazar       |
| 9  | NA   | Andrew Mate        |
| 11 | NA   | Jorge Siega        |

| Nr | Poz. | Piłkarz           |
| -- | ---- | ----------------- |
| 12 | NA   | Radi Mitrovic     |
| 15 | PO   | Siegfried Stritzl |
| 16 | NA   | Randy Horton      |
| 17 | NA   | Wilberforce Mfum  |
| 18 | OB   | Rudolph Pearce    |
| 19 | PO   | Kyriakos Fitilis  |
| 19 | OB   | Karol Kapciński   |
| 20 | OB   | Jan Steadman      |
| 21 | BR   | Emmanuel Kofie    |
| 24 | OB   | Gordon Bradley    |
|    | NA   | Delices Chardin   |
|    | NA   | Ernie Hannigan    |

### 1972 rok
| Nr | Poz. | Piłkarz              |
| -- | ---- | -------------------- |
| 0  | BR   | Richard Blackmore    |
| 1  | BR   | Emmanuel Kofie       |
| 2  | OB   | Barry Mahy           |
| 3  | OB   | Charlie McCully      |
| 4  | OB   | Werner Roth          |
| 5  | OB   | Robert Neubauer      |
| 6  | PO   | John Kerr            |
| 7  | NA   | Sidney Colônia Cunha |
| 8  | NA   | Roeben Young         |
| 9  | NA   | Helenio Herrera      |
| 9  | NA   | Paul LeSueur         |

| Nr | Poz. | Piłkarz           |
| -- | ---- | ----------------- |
| 10 | NA   | Josef Jelinek     |
| 11 | NA   | Jorge Siega       |
| 14 | PO   | Stan Startzell    |
| 15 | PO   | Siegfried Stritzl |
| 16 | NA   | Randy Horton      |
| 17 | NA   | Wilberforce Mfum  |
| 19 | OB   | Karol Kapciński   |
| 20 | NA   | Everald Cummings  |
| 22 | PO   | Dieter Zajdel     |
| 24 | OB   | Gordon Bradley    |

### 1973 rok
| Nr | Poz. | Piłkarz          |
| -- | ---- | ---------------- |
| 0  | BR   | Bronisław Sularz |
| 1  | BR   | Shep Messing     |
| 2  | OB   | Barry Mahy       |
| 2  | OB   | Karol Rotner     |
| 3  | NA   | Henry McCully    |
| 4  | OB   | Werner Roth      |
| 6  | PO   | John Kerr        |
| 7  | NA   | Michael Niblock  |
| 8  | NA   | Roeben Young     |
| 9  | NA   | Paul LeSueur     |
| 10 | NA   | Josef Jelinek    |
| 11 | NA   | Jorge Siega      |

| Nr  | Poz. | Piłkarz           |
| --- | ---- | ----------------- |
| 12  | NA   | Joe Fink          |
| 14  | OB   | Ralph Wright      |
| 15  | PO   | Siegfried Stritzl |
| 16  | NA   | Randy Horton      |
| 18  | NA   | Tibor Vigh        |
| 19  | OB   | Karol Kapciński   |
| 20  | NA   | Everald Cummings  |
| 22  | PO   | Dieter Zajdel     |
| 23  | OB   | Len Renery        |
| 24  | OB   | Gordon Bradley    |
| 5,8 | OB   | Malcolm Dawes     |
|     | OB   | Charlie McCully   |

### 1974 rok
| Nr | Poz. | Piłkarz          |
| -- | ---- | ---------------- |
| 0  | BR   | Bronisław Sularz |
| 1  | BR   | Shep Messing     |
| 2  | OB   | Barry Mahy       |
| 3  | OB   | Frank Donlavey   |
| 4  | OB   | Werner Roth      |
| 6  | PO   | John Kerr        |
| 7  | NA   | Harold Jarman    |
| 10 | PO   | Carlos Scott     |
| 11 | NA   | Jorge Siega      |
| 12 | NA   | Emanuel Carrette |
| 12 | NA   | Joe Fink         |

| Nr  | Poz. | Piłkarz          |
| --- | ---- | ---------------- |
| 14  | PO   | Michael Waldrop  |
| 15  | PO   | Bela Monoki      |
| 16  | NA   | Randy Horton     |
| 19  | PO   | Geoff Vowden     |
| 20  | PO   | Germy Rivera     |
| 22  | OB   | Angelo Anastasio |
| 23  | OB   | Len Renery       |
| 24  | OB   | Gordon Bradley   |
| 6,8 | OB   | Malcolm Dawes    |
| 8,9 | NA   | Mark Liveric     |

### 1975 rok
| Nr  | Poz. | Piłkarz            |
| --- | ---- | ------------------ |
| 0   | BR   | Bronisław Sularz   |
| 0,1 | BR   | Kurt Kuykendall    |
| 1   | BR   | Sam Nusum          |
| 2   | OB   | Barry Mahy         |
| 3   | OB   | Juan Carlos Masnik |
| 4   | OB   | Werner Roth        |
| 5   | PO   | Alfredo Lamas      |
| 6   | PO   | John Kerr          |
| 7   | PO   | Julio Correa       |
| 8   | NA   | Mark Liveric       |
| 9   | NA   | Americo Paredes    |
| 10  | NA   | Pelé               |
| 11  | NA   | Jorge Siega        |
| 12  | NA   | Joe Fink           |
| 14  | OB   | Gordon Bradley     |
| 14  | PO   | Gil Marderescu     |

| Nr    | Poz. | Piłkarz            |
| ----- | ---- | ------------------ |
| 14    | PO   | Nelsi Morais       |
| 14    | OB   | De                 |
| 15    | OB   | Omar Caetano       |
| 15    | PO   | Ramon Mifflin      |
| 16    | NA   | Tony Donlic        |
| 17    | OB   | Brian Rowan        |
| 17    | PO   | Carlos Scott       |
| 18    | OB   | Tony Picciano      |
| 19    | NA   | Manoel Maria       |
| 20    | OB   | Mike Dillon        |
| 21    | NA   | Mordechaj Spiegler |
| 22    | OB   | Angelo Anastasio   |
| 22    | OB   | David Primo        |
| 22,23 | OB   | Luis De La Fuente  |
| 23    | NA   | Tommy Ord          |
| Tou   | NA   | John Coyne         |

- Tou – Podczas Tournee w Europie

### 1976 rok
| Nr | Poz. | Piłkarz           |
| -- | ---- | ----------------- |
| 1  | BR   | Kurt Kuykendall   |
| 1  | BR   | Shep Messing      |
| 1  | BR   | Bob Rigby         |
| 2  | OB   | Barry Mahy        |
| 3  | OB   | Brian Rowan       |
| 4  | OB   | Werner Roth       |
| 5  | OB   | Keith Eddy        |
| 6  | PO   | Dave Clements     |
| 7  | NA   | Tony Field        |
| 8  | PO   | Terry Garbett     |
| 9  | NA   | Giorgio Chinaglia |
| 9  | NA   | Tommy Ord         |
| 10 | NA   | Pelé              |

| Nr    | Poz. | Piłkarz          |
| ----- | ---- | ---------------- |
| 11    | NA   | Jorge Siega      |
| 12    | OB   | Bobby Smith      |
| 14    | PO   | Nelsi Morais     |
| 15    | PO   | Ramon Mifflin    |
| 16    | NA   | Tony Donlic      |
| 17    | OB   | Charlie Aitken   |
| 18    | NA   | Brian Tinnion    |
| 19    | OB   | Charlie Mitchell |
| 22    | PO   | John Russo       |
| 16,20 | OB   | Mike Dillon      |
|       | OB   | Frank Sauer      |
| Tou   | BR   | Gordon Banks     |
| Tou   | NA   | Clyde Best       |

- Tou – Podczas Tournee w Europie

### 1977 rok
| Nr | Poz. | Piłkarz           |
| -- | ---- | ----------------- |
| 1  | BR   | Shep Messing      |
| 2  | OB   | Robert Iarusci    |
| 2  | OB   | Bruce Twamley     |
| 3  | PO   | Vito Dimitrijevic |
| 4  | OB   | Werner Roth       |
| 5  | OB   | Keith Eddy        |
| 6  | OB   | Franz Beckenbauer |
| 6  | PO   | Dave Clements     |
| 7  | NA   | Tony Field        |
| 8  | PO   | Terry Garbett     |
| 9  | NA   | Giorgio Chinaglia |
| 10 | NA   | Pelé              |
| 11 | NA   | Steve Hunt        |
| 12 | OB   | Bobby Smith       |
| 14 | PO   | Nelsi Morais      |
| 15 | PO   | Ramon Mifflin     |
| 16 | NA   | Tony Donlic       |
| 17 | OB   | Charlie Aitken    |
| 18 | NA   | Jadranko Topic    |

| Nr | Poz. | Piłkarz                |
| -- | ---- | ---------------------- |
| 19 | BR   | Erol Yasin             |
| 20 | OB   | Mike Dillon            |
| 21 | NA   | Gary Etherington       |
| 22 | NA   | Jomo Sono              |
| 23 | OB   | Rildo da Costa Menezes |
| 24 | NA   | Marcelo Curi           |
| 25 | OB   | Carlos Alberto Torres  |
| 25 | BR   | Shane Kennedy          |
| 26 | OB   | Paul Hunter            |
| 27 | PO   | Greg Kourtesis         |
| 28 | PO   | Tom Lang               |
| 29 | NA   | Bob Rohrbach           |
| 30 | NA   | Scott Strasburg        |
| 33 | PO   | Chris Agoliati         |
| 34 | NA   | Roberto De Oliveira    |
| 37 | BR   | Bill Hladkyj           |
|    | PO   | Ringo Cantillo         |
|    | OB   | Santiago Formoso       |
|    | NA   | Stewart Scullion       |

### 1978 rok
| Nr | Poz. | Piłkarz               |
| -- | ---- | --------------------- |
| 0  | BR   | Jack Brand            |
| 1  | BR   | Erol Yasin            |
| 2  | OB   | Bobby Smith           |
| 3  | PO   | Nelsi Morais          |
| 4  | OB   | Werner Roth           |
| 5  | OB   | Carlos Alberto Torres |
| 6  | OB   | Franz Beckenbauer     |
| 7  | NA   | Dennis Tueart         |
| 8  | NA   | Vladislav Bogićević   |
| 9  | NA   | Giorgio Chinaglia     |
| 11 | NA   | Steve Hunt            |
| 12 | NA   | Seninho               |
| 14 | PO   | Terry Garbett         |
| 15 | PO   | Vito Dimitrijevic     |
| 16 | NA   | Tony Donlic           |
| 17 | PO   | Ricky Davis           |
| 18 | NA   | Fred Grgurev          |

| Nr  | Poz. | Piłkarz              |
| --- | ---- | -------------------- |
| 19  | OB   | Robert Iarusci       |
| 20  | BR   | David Brcic          |
| 21  | NA   | Gary Etherington     |
| 22  | PO   | Jim Millinder        |
| 23  | OB   | Giuseppe Wilson      |
| 24  | OB   | Garry Ayre           |
| 25  | OB   | Santiago Formoso     |
| 26  | NA   | Ron Atanasio         |
| 27  | NA   | Joe Filian           |
| 28* | PO   | Roberto Rivelino     |
| 2*  | OB   | Andranik Eskandarian |
| 11* | NA   | Alan Willey          |
| 13* | OB   | Stewart Jump         |
| 16* | OB   | Joszef Horvath       |
| 26* | OB   | Laszlo Harsanyi      |
| 29* | OB   | Arsène Auguste       |
| 30* | PO   | Johan Cruyff         |

- * – zawodnik wystąpił tylko w meczu pokazowym, nie zaliczył występów w sezonie regularnym

### 1979 rok
| Nr | Poz. | Piłkarz               |
| -- | ---- | --------------------- |
| 0  | BR   | Jack Brand            |
| 1  | BR   | Erol Yasin            |
| 2  | OB   | Andranik Eskandarian  |
| 3  | OB   | Marinho Chagas        |
| 5  | OB   | Carlos Alberto Torres |
| 6  | OB   | Franz Beckenbauer     |
| 7  | NA   | Dennis Tueart         |
| 8  | NA   | Vladislav Bogićević   |
| 9  | NA   | Giorgio Chinaglia     |
| 11 | NA   | Seninho               |
| 12 | OB   | Greg Ryan             |
| 12 | OB   | Bobby Smith           |
| 13 | PO   | Johan Neeskens        |
| 14 | PO   | Terry Garbett         |
| 15 | OB   | Wim Rijsbergen        |
| 16 | PO   | Toni Carbognani       |
| 17 | PO   | Ricky Davis           |

| Nr | Poz. | Piłkarz                 |
| -- | ---- | ----------------------- |
| 18 | PO   | Boris Bandov            |
| 19 | BR   | Hubert Birkenmeier      |
| 20 | BR   | David Brcic             |
| 21 | NA   | Gary Etherington        |
| 22 | OB   | Kevin Eagan             |
| 23 | OB   | Giuseppe Wilson         |
| 24 | OB   | Garry Ayre              |
| 25 | OB   | Santiago Formoso        |
| 26 | NA   | Ron Atanasio            |
| 27 | NA   | Joe Filian              |
| 28 | NA   | Karim Abdul Razak Tanko |
| 29 | NA   | Mark Liveric            |
| 30 | NA   | Godfrey Ingram          |
| 31 | PO   | Nelsi Morais            |
|    | BR   | Earl Carter             |
|    | OB   | Jeff Durgan             |

### 1980 rok
| Nr | Poz. | Piłkarz               |
| -- | ---- | --------------------- |
| 1  | BR   | Hubert Birkenmeier    |
| 21 | BR   | David Brcic           |
| 27 | BR   | Dino Alberti          |
| 2  | OB   | Andranik Eskandarian  |
| 3  | OB   | Bruce Wilson          |
| 4  | OB   | Oscar                 |
| 6  | OB   | Franz Beckenbauer     |
| 15 | OB   | Wim Rijsbergen        |
| 25 | OB   | Jeff Durgan           |
| 23 | PO   | Nelsi Morais          |
| 5  | OB   | Carlos Alberto Torres |
| 13 | PO   | Johan Neeskens        |
| 17 | PO   | Rick Davis            |

| Nr    | Poz. | Piłkarz               |
| ----- | ---- | --------------------- |
| 18    | PO   | Boris Bandow          |
| 12    | PO   | Larry Hulcer          |
| 26    | PO   | Vidal Fernandez       |
| 8     | PO   | Vladislav Bogićević   |
| 7     | PO   | Julio César Romero    |
| 9     | NA   | Giorgio Chinaglia     |
| 11    | NA   | Seninho               |
| 19    | NA   | Robert Cabanas        |
| 20,22 | NA   | Don Ebert             |
| 20    | NA   | Francois van der Elst |
| 14,29 | NA   | Mark Liveric          |
| 24    | NA   | Darryl Gee            |

### 1981 rok
| Nr | Poz. | Piłkarz              |
| -- | ---- | -------------------- |
| 1  | BR   | Hubert Birkenmeier   |
| 21 | BR   | David Brcic          |
| 27 | BR   | Dino Alberti         |
| 2  | OB   | Andranik Eskandarian |
| 3  | OB   | Robert Iarusci       |
| 25 | OB   | Jeff Durgan          |
| 15 | OB   | Wim Rijsbergen       |
| 22 | OB   | Ivan Buljan          |
| 25 | OB   | Dominik Barczewski   |
| 26 | OB   | Erhardt Kapp         |
| 8  | PO   | Vladislav Bogićević  |
| 7  | PO   | Julio César Romero   |

| Nr | Poz. | Piłkarz               |
| -- | ---- | --------------------- |
| 12 | PO   | Larry Hulcer          |
| 13 | PO   | Johan Neeskens        |
| 17 | PO   | Rick Davis            |
| 18 | PO   | Boris Bandow          |
| 9  | NA   | Giorgio Chinaglia     |
| 11 | NA   | Seninho               |
| 19 | NA   | Robert Cabanas        |
| 14 | NA   | Steve Wegerle         |
| 20 | NA   | Francois van der Elst |
| 24 | NA   | Darryl Gee            |
| 28 | NA   | Chico Borja           |

### 1984 rok
| Nr    | Poz. | Piłkarz              |
| ----- | ---- | -------------------- |
| 1     | BR   | Hubert Birkenmeier   |
| 21    | BR   | David Brcic          |
| 2     | OB   | Andranik Eskandarian |
| 3     | OB   | Dan Carter           |
| 25    | OB   | Jeff Durgan          |
| 5     | OB   | Daryl Gee            |
| 6,34  | OB   | Władysław Żmuda      |
| 17,31 | OB   | Fernando DeMatthaeis |
| 27    | OB   | Carmine Marcantonio  |
| 24    | OB   | Kaz Tambi            |
| 32    | OB   | Doc Lawson           |
| 8     | PO   | Vladislav Bogićević  |
| 13    | PO   | Johan Neeskens       |
| 16    | PO   | Angelo DiBernardo    |

| Nr   | Poz. | Piłkarz            |
| ---- | ---- | ------------------ |
| 17   | PO   | Rick Davis         |
| 22   | PO   | Pedro DeBrito      |
| 23   | PO   | Mike Fox           |
| 25   | PO   | Gerry Gray         |
| 30   | PO   | Gerry Reardon      |
| 14   | NA   | Stanisław Terlecki |
| 7,31 | NA   | Giuseppe Damiani   |
| 19   | NA   | Robert Cabanas     |
| 11   | NA   | Dragan Vujovic     |
| 12   | NA   | Steve Moyers       |
| 15   | NA   | Alan Green         |
| 20   | NA   | Andrew Parkison    |
| 28   | NA   | Chico Borja        |

## Ciekawostki
Polski klub Cosmos Nowotaniec zaczerpnął nazwę od New York Cosmos.